# Bottom (televisieserie)
Bottom (Engels: achterwerk) is een Engelse comedyserie, geschreven door Rik Mayall en Adrian Edmondson, die zelf de hoofdrollen spelen. Mayall speelt Richie, en Edmondson speelt Eddie. Er zijn drie series van elk zes afleveringen, enkele theatershows en een film, Guest House Paradiso. Bottom werd gemaakt voor de BBC en in Nederland uitgezonden door de VPRO.
Mayall en Edmonson ontmoetten elkaar in jaren 70 op Manchester University, waar ze beiden drama studeerden. In de jaren 80 speelden ze Rik en Vyvyan in The Young Ones en Richie en Eddie in Filthy Rich & Catflap. Deze laatste serie is wel gezien als voorstudie voor Bottom.
Het definitieve plan voor Bottom ontstond in 1991, toen Mayall en Edmondson speelden in Samuel Becketts Wachten op Godot. Hoewel Bottom weinig meer lijkt te zijn dan een verzameling grappen van het laagste allooi, hebben Mayall en Edmondson vaak gezegd dat de serie een grovere variant is van Becketts stuk. In enkele afleveringen is inderdaad een filosofische laag te bespeuren, die vooral de zinloosheid van het bestaan lijkt te benadrukken.
Richie en Eddie wonen samen in een bovenwoning in de Londense wijk Hammersmith. Ze verkeren aan de onderkant van de samenleving en hun leven draait om televisie, drank en een gebrek aan geld en vrouwen. Beiden zijn dom en amoreel, en leven in een wederzijdse haat-vriendschapsverhouding. Niet zelden gaan ze met elkaar op de vuist. Net als in The Young Ones doet het geweld soms tekenfilmachtig aan en gebeuren er soms absurde dingen; in de aflevering Holy snijdt Richie bijvoorbeeld per ongeluk zijn vinger af, waarna Eddie deze er met een nietpistool weer aan zet.
Er werden in totaal drie seizoenen van elk zes afleveringen geproduceerd, die werden uitgezonden van 1991 tot 1995. Er was zelfs sprake van een vierde seizoen. De scripts waren al geschreven en de acteurs hadden er nog wel zin in, maar de BBC besloot het project niet voort te zetten. In plaats daarvan gingen Mayall en Edmondson zich concentreren op theatershows, nadat ze in 1993 (dus nog voor de derde serie) al een show gemaakt hadden.
Zeventien jaar later, in 2012, bestelde de BBC nochtans zes afleveringen van een nieuwe serie van de hand van Adrian Edmondson en Rik Mayall. Deze zou de titel Hooligan's Island krijgen en het concept volgen van de derde theatershow, waarin Eddie en Richie schipbreukelingen op een eiland in de Stille Zuidzee zijn. Enkele weken later werd het project echter stopgezet omdat Edmondson zich op andere projecten wilde richten.

## Rolverdeling
- Rik Mayall - Richard 'Richie' Richard. Richie is (meestal) de domste van het duo, waar zijn huisgenoot Eddie vaak gretig misbruik van maakt. Ook is hij erg arrogant en bekakt. Vrienden heeft hij niet, behalve Eddie. Spudgun en Hedgehog, de vrienden van Eddie, behandelt hij op neerbuigende wijze. Ook is Richie nog altijd maagd en is hij vaak wanhopig op zoek naar een kans om "het eindelijk te doen". Richie maakt vaak bizarre gerechten klaar, die absoluut niet te eten zijn.
- Adrian Edmondson - Edward 'Eddie' Elizabeth Hitler. Eddie is constant dronken en de gevaarlijkste van het duo: alle vechtpartijen worden door hem gewonnen. Mede door zijn drankprobleem heeft hij al decennia geen baan meer, dus is hij voor geld afhankelijk van anderen. Zijn verhouding met Richie is parasitair te noemen: het geld dat Richie hem toevertrouwt verspilt hij aan drank, en ook steelt hij spullen van Richie om ze te verkopen. In tegenstelling tot Richie heeft Eddie nog wel andere vrienden, en enig succes bij de vrouwen. Uit verschillende afleveringen blijkt dat Eddie door zijn onverschillige moeder te vondeling is gelegd. Volgens hem was zijn moeder een vrouwelijke worstelaar wier voornaam Adolf was.
- Steve O'Donnell - Spudgun (5 afl.) Spudgun is een enorme, nogal emotieloze vriend van Eddie, en brengt, meestal in gezelschap van Dave Hedgehog, af en toe een bezoek aan huis. Spudgun is bang voor Richie, omdat hij denkt dat deze psychisch gestoord is. Spudgun dankt zijn bijnaam aan een truc met een aardappel, maar volgens Eddie is dit geen truc die je zou willen zien.
- Christopher Ryan - Dave Hedgehog (5 afl.) Dave Hedgehog is ook een vriend van Eddie, en zo klein als Spudgun groot is. Net als Spudgun is hij bang voor Richie. Zijn bijnaam dankt hij aan een truc met een egel. Hedgehog heeft een vrouw en dochter, zoals blijkt in de aflevering Terror.
- Lee Cornes - Dick Head (3 afl.) Dick Head is de waard van de pub  Lamb and Flag waar Richie en Eddie vaak over de vloer komen. Bepaald vriendelijk is hij niet tegen hen, ook omdat ze elke keer vragen of hij hun kosten op de rekening wil zetten, die ze niet hebben. In latere afleveringen blijkt Dick zelf echter ook niet bepaald eerlijk.
- Roger Sloman - Mr. Harrison (2 afl.) De huisbaas, die onder de flat een buurtwinkel heeft. Harrison is geen sociale man, ook niet naar zijn eigen familie toe. Hij vergeet zijn moeders crematie bijna en laat anderen op zijn kleinzoon passen.

## Lijst afleveringen

### Seizoen 1
| Titel Aflevering           | Samenvatting | Eerste uitzenddatum |
| -------------------------- | --- | ------------------- |
| Smells                     | Na een onsuccesvolle versiertoer zien Richie en Eddie een advertentie in de krant staan over een nieuwe seksspray. Als ze het gekocht hebben gaan ze ermee naar de pub. Ze proberen twee vrouwen die in de pub zitten te versieren met hun spray. Wat ze niet weten is dat de vrouwen lesbisch zijn.         | 17 september 1991   |
| Gas                        | Richie en Eddie proberen te voorkomen dat de controleur van het gasbedrijf ontdekt dat ze gas van de buurman aftappen. Eerst door de controleur in elkaar te slaan. Daarna proberen ze bij de agressieve buurman in te breken om de illegale leiding te verwijderen. Dit is gemakkelijker gezegd dan gedaan. | 24 september 1991   |
| Contest (pilot aflevering) | Eddie geeft de laatste £11,80 uit aan een tweedehands mannentijdschrift maar heeft ook geld ingezet op de Miss World-verkiezing. Dit blijkt echter een verouderde, dikke vrouw te zijn. | 1 oktober 1991      |
| Apocalypse                 | Richie erft £600 van zijn tante en gaat met Eddie naar een zigeunerkermis, alwaar hem voorspeld wordt dat hij binnen drie dagen zal sterven. Richie raakt in paniek en Eddie profiteert hiervan. | 8 oktober 1991      |
| 's Up                      | Richie en Eddie moeten op de winkel van de huisbaas passen, maar besluiten dit uiteindelijk vanaf het dakterras te doen. Het luik valt echter dicht en ze komen vast te zitten. | 15 oktober 1991     |
| Accident                   | Richie is jarig maar breekt zijn been. Ook wil er niemand komen. Eddie heeft twee nieuwe vrienden: Spudgun en Hedgehog. | 29 oktober 1991     |

### Seizoen 2
| Titel Aflevering | Samenvatting | Eerste uitzenddatum |
| ---------------- | --- | ------------------- |
| Digger           | Richie en Eddie gaan naar een datingbureau. Richie doet alsof hij van adel is en wordt gekoppeld aan een Moldavische burggravin, en zet met Eddie een heel toneelspel op. Het lijkt er steeds meer op dat Richie eindelijk seks zal hebben. | 1 oktober 1992      |
| Culture          | De televisie is in beslag genomen, dus proberen Richie en Eddie hun avond op een andere manier te vullen met spelletjes. Het plan om schaak te spelen loopt totaal uit de hand.                                                             | 8 oktober 1992      |
| Burglary         | Richie en Eddie betrappen een inbreker en komen op het idee om hem zijn buit af te pakken. | 15 oktober 1992     |
| Parade           | Richie en Eddie verdienen geld door mee te doen aan een Osloconfrontatie en gaan hiermee naar de kroeg. Daar horen ze een gulden tip voor op de paardenrennen. Om aan meer inzetgeld te komen stelen ze een kunstbeen.                      | 22 oktober 1992     |
| Holy             | Richie en Eddie vieren kerstmis met Spudgun en Hedgehog. Dan ligt er een baby voor de deur. Deze blijkt de kleinzoon van Harrison de huisbaas te zijn.                                                                                      | 29 oktober 1992     |
| 's Out           | Richie en Eddie gaan vanwege een weddenschap kamperen in Wimbledon Common. Ze blijken niet bepaald in staat om in de vrije natuur te overleven.                                                                                             | 10 april 1995       |

### Seizoen 3
| Titel Aflevering | Samenvatting | Eerste uitzenddatum |
| ---------------- | --- | ------------------- |
| Hole             | Richie en Eddie komen vast te zitten op een reuzenrad dat de volgende dag zal worden opgeblazen. | 6 januari 1995      |
| Terror           | Richie en Eddie gaan voor Halloween de straat op en proberen thuis de duivel op te roepen. Ze hebben intussen ook hete bonen op, waardoor ze ontvlammende winden moeten laten. | 13 januari 1995     |
| Break            | Richie en Eddie maken zich klaar om op vakantie te gaan. Maar ze vinden dat ze eerst wat gewicht moeten kwijtraken. | 20 januari 1995     |
| Dough            | Eddie heeft vals geld gemaakt. Een lokale valsemunter duldt echter geen concurrentie. Richie en Eddie schrijven zich in voor Dicks quiz om geld te winnen waarmee ze hun huid kunnen redden. | 27 januari 1995     |
| Finger           | Richie en Eddie stelen de auto van Cannonball Taffy O'Jones en gaan, vermomd als echtpaar, van diens huwelijksreis genieten. Eddie (die verkleed is als vrouw) overdrijft zijn rol en begint een affaire met de ober van het hotel. Dit tegen de zin van Richie.                                           | 3 februari 1995     |
| Carnival         | Richie en Eddie stelen videoapparatuur tijdens de jaarlijkse lokale rellen en besluiten gewelddadige thuisvideo's te gaan maken. Als ze controleren of de band wel leeg is zien ze de premier van Groot-Brittannië met een stel prostituees. Ze willen hem chanteren maar de SAS heeft hun huis omsingeld. | 10 februari 1995    |

## De theatershows
| Titel                                         | Jaar | Samenvatting |
| --------------------------------------------- | ---- | --- |
| Bottom Live                                   | 1993 | Eddie is uit op de £15.000 die Richie van zijn oom heeft geërfd, terwijl Richie probeert aan de slag te gaan met de opblaaspop die hij stiekem heeft besteld.                                   |
| Bottom Live: The Big Number Two Four          | 1995 | Richie en Eddie verwachten de koningin en proberen daarom zelf vuurwerk te maken, wat hen in de gevangenis doet belanden.                                                                       |
| Bottom Live 3: Hooligan's Island              | 1997 | Richie en Eddie zitten vast op een onbewoond eiland met enkel een kernbom als gezelschap. |
| Bottom Live 2001: An Arse Oddity              | 2001 | Richie en Eddie zitten in de eerste akte nog op het eiland, maar trachten voor de pauze in de bar te komen. In de tweede helft zijn ze verdwaald in een poging het toneel weer terug te vinden. |
| Bottom Live 2003: Weapons Grade Y-Fronts Tour | 2003 | Eddie is uitvindingen van zijn oom gaan namaken. De belangrijkste in de show is het door de tijd reizende toilet: de TURDIS (als een parodie op de TARDIS uit Dr. Who).                         |

## Trivia
- In het Britse praatprogramma Pebble Mill At One verklaarde Adrian Edmondson dat ze de show eerst "My Bottom" wilden noemen, om de tv-presentatoren die het programma moesten aankondigen te pesten.
- De titels van de meeste afleveringen hebben in combinatie met het woord Bottom een dubbele betekenis.
- De aflevering 's Out stond gepland voor 5 november 1992, maar werd uiteindelijk uitgezonden op 10 april 1995, na het uitzenden van seizoen 3. Dit vanwege de locatie: Eddie en Richie kamperen op Wimbledon Common, maar vlak voor de uitzending werd daar een moord gepleegd.
- De aflevering Contest wordt wegens bepaalde afwijkingen door sommigen als een pilot beschouwd, hoewel dit niet bevestigd is. De aflevering ontbreekt in de Nederlandse 3-dvd-box van de hele serie.
- De afleveringen Digger en Holy werden vanwege hun overdadige lengte sterk ingekort. In Digger ontbreekt een lang dialoog in de openingsscène en in Holy twee kortere scènes tussendoor.
- De afleveringen Contest en Hole bestaan eigenlijk uit één lange scène. Ook bevatten zij, net als Culture, geen gastacteurs.
- Aan het einde van de laatste aflevering Carnival worden Richie en Eddie neergeschoten door een SWAT-team, maar ze blijven wel voortleven in de liveshows en in de film Guest House Paradiso. Of Richie en Eddie werkelijk doodgaan in deze aflevering is een discussiepunt, aangezien er al een vierde serie gepland stond. Bovendien lijken Richie en Eddie in de aflevering Hole ook dood te gaan, om de aflevering daarop weer in orde te lijken. Tevens lijken ze aan het einde van elk van de eerste drie liveshows ook dood te gaan, waarop ze in de volgende show iedere keer weer terugkeren.